# پرانوتوش کومار داس
پرانوتوش کومار داس (انگلیسی: Pranotosh Kumar Das؛ زادهٔ ۱ ژوئیهٔ ۱۹۸۲) بازیکن فوتبال اهل بنگلادش بود.
از باشگاه‌هایی که در آن بازی کرده است می‌توان به باشگاه فوتبال آباهانی داکا اشاره کرد.
وی همچنین در تیم ملی فوتبال بنگلادش بازی کرده است.